# Centre de diversité
Un centre de diversité est une zone biogéographique dans laquelle existe une forte variation génétique pour une espèce donnée, ou, à une échelle taxonomique plus élevée, un grand nombre d'espèces pour un genre ou une famille. Cette zone peut indiquer le centre d'origine de cette espèce, ou de ce genre ou famille. Ces deux domaines peuvent coïncider mais ce n'est pas toujours le cas ; le degré de coïncidence fait l'objet de débats. On parle aussi de centres de diversité en génétique humaine pour l'étude de chaque haplogroupe mitochondrial ou du chromosome Y.
Dans ces régions, les organismes ont pu évoluer au cours de nombreuses générations pour se diversifier et acquérir des résistances diverses face aux différents organismes pathogènes existants, grâce à des mutations qui ont été sélectionnées et ont pu s'accumuler dans les populations les plus anciennes de l’espèce. La diversification génétique au sein d'une espèce permet aussi un plus large spectre d'adaptations écologiques pour l’espèce, permettant aux chercheurs d'y trouver diverses adaptations avantageuses pour l'agriculture.
L'expression est due aux chercheurs russe Nikolaï Vavilov (1887-1943) et américain Jack Harlan (1917-1998). En 1926, Vavilov a publié une étude intitulée : Études sur l'origine des plantes cultivées, dans laquelle il décrivait dix centres de diversité, à savoir :
- 1 - la Chine pour la laitue, la rhubarbe, le soja et le navet ;
- 2 - l'Inde pour le concombre, le riz, le manguier et le coton asiatique ;
- 2a - l'Indochine pour le bananier, le cocotier et le riz ;
- 3 - l'Asie centrale  (Nord de l'Inde, Afghanistan, Turkménistan) pour l'amandier, le lin et la lentille ;
- 4 - le Proche-Orient pour la luzerne, le pommier, le chou et le seigle ;
- 5 - les régions côtières et adjacentes de la mer Méditerranée pour le céleri, le pois chiche et le blé dur ;
- 6 - l'Éthiopie pour le caféier, le sorgho grain et le millet perle ;
- 7 - le Sud du Mexique et l'Amérique centrale pour le maïs, le haricot de Lima, le papayer et le coton mexicain ;
- 8 - l'Ouest de l'Amérique du Sud (Bolivie, Équateur, Pérou) pour la pomme de terre, la tomate et le coton égyptien ;
- 8a - les îles du Chili pour la pomme de terre[2].

Par la suite, Vavilov fit évoluer le concept de centre de diversité en y ajoutant les centres de diversité secondaires.